# Filippo Romagna
Filippo Romagna (ur. 26 maja 1997 w Fano) – włoski piłkarz występujący na pozycji obrońcy. Wychowanek Rimini, w trakcie swojej kariery grał także w takich zespołach, jak Juventus, Novara, Brescia oraz Cagliari. Młodzieżowy reprezentant Włoch.